# Bellovaci

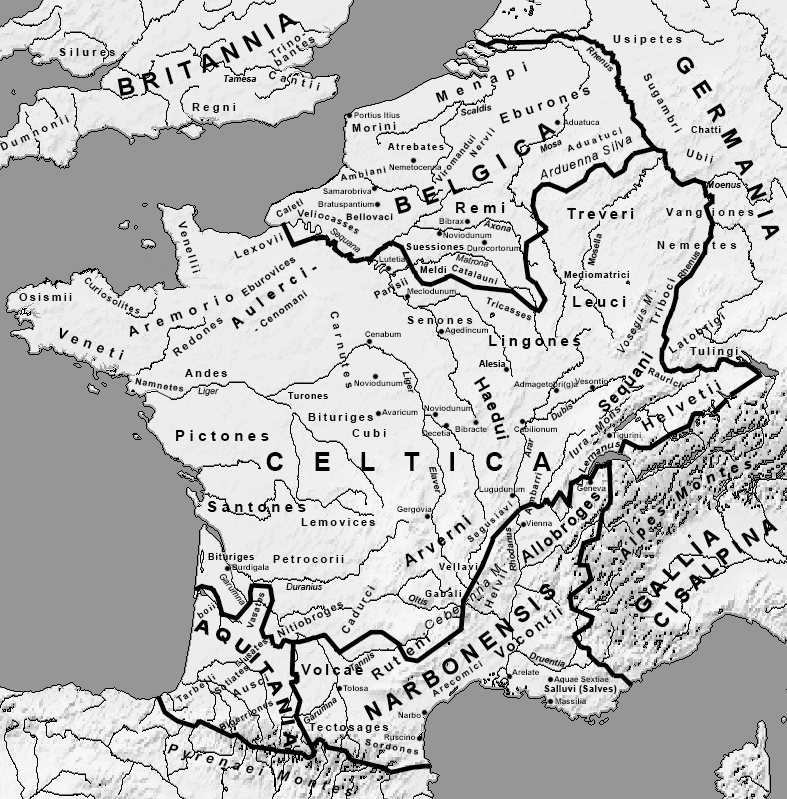
Gallië rond 54 v.Chr., met het gebied van de Bellovaci aangegeven

De Bellovaci waren een Belgische volksstam, die ten tijde van hun onderwerping in 57 v.Chr. door Julius Caesar in een gebied woonden direct ten westen van de Oise en ten noorden van de Seine, rond de huidige stad Beauvais (Latijn: Caesaromagus) in de huidige Franse regio Hauts-de-France, departement Oise. Hun hoofdplaats was een oppidum genaamd Bratuspantium, waarvan de locatie onzeker is.
Uit de verslaglegging van Caesar in zijn Commentarii de bello Gallico hebben wij de meeste informatie over deze stam verkregen. Twee andere belangrijke geografische werken waren de Geographica van Strabo (60 v.Chr. – 24 n.Chr.) en de Geographia van Ptolemaios (87 – 150 n.Chr.). Kleine stukjes over de opstanden zijn ook terug te vinden in Periochae van Livius (59 v.Chr. – 17 n.Chr.), Historiae Romanae van Cassius Dio (155 – ? n.Chr.) en Naturalis Historiae van Plinius de Oudere (23 – 79 n.Chr.).
Strabo, een Grieks historicus, filosoof en geograaf, geeft in zijn Geografia aan dat de Bellovaci in de vallei van de Thérain-rivier leefden, in het vierkant Oise, Somme, Seine en het Kanaal. Het gebied van de Bellovaci komt hoogstwaarschijnlijk dus vandaag de dag overeen met het Franse departement Oise in Hauts-de-France.
De Belgische noorderburen van de Bellovaci waren de Ambiani (rond het huidige Amiens) en de Morini (bij het huidige Boulogne); de stammen die hen in het zuiden begrensden waren de Belgische stammen der Caleti (rond Harfleur) en Veliocasses (rond Rouen), die beide het gebied direct noordelijk van de Seine tot de Kanaalkust bevolkten. In het oosten, over de Oise, woonden de eveneens Belgische stammen van de Suessiones (bij Soissons) en de Remi (rond Reims).

## Bratuspantium en Caesaromagus
Bratuspantium en Caesaromagus, de twee hoofdplaatsen van de Bellovaci, zijn een bron van verdeeldheid onder historici en archeologen. Caesar vermeldt maar één Bellovaakse stad: Bratuspantium. Ptolemaios daarentegen vermeldt de stad Caesaromagus als hoofdstad van de Bellovaci, waarbij hij zelfs de plaatscoördinaten geeft, en rept vervolgens geen woord over Bratuspantium.
Algemeen wordt aangenomen dat Caesaromagus de civitas (hoofdstad) is van het Bellovaakse gebied. Het ligt aan de oevers van de rivier Thérain en draagt vandaag de naam Beauvais. Zoals al eerder aangehaald, vermeldde Caesar deze stad niet in De Bello Gallico. Daarnaast zijn er in Beauvais slechts archeologische sporen teruggevonden van een Gallo-Romeinse nederzetting. Ook werden er in de nabije omgeving geen sporen gevonden van Keltische nederzettingen. We kunnen dus aannemen dat Caesaromagus gesticht werd na de verovering en romanisering van Gallië. Historici dateren de stichting van stad daarom ook in de vroege eerste eeuw na Christus, met een uitbouw die pas echt goed begon in de tweede eeuw. De stad is in de derde eeuw verwoest en weer versterkt opgebouwd. Hoewel de naam doet vermoeden dat Caesaromagus gesticht zou zijn in naam van een "Caesar" (Julius Caesar of de keizers die het Romeinse Rijk na hem regeerden), is daarover geen enkel historisch bewijs bekend.
Omtrent Bratuspantium is nog veel discussie. Tot het begin van de twintigste eeuw dacht men nog dat Bratuspantium de voorganger was van Caesaromagus, en dus ook Beauvais. Een andere mening toen was dat Bratuspantium op enkele kilometers lag van de plaats waar men later Caesaromagus zou stichten. Recenter onderzoek heeft aangetoond dat deze twee ideeën waarschijnlijk fout zijn. Niet alleen zijn er in Beauvais en omgeving geen sporen van een echte Keltische oppidum (nederzetting) teruggevonden, maar zijn er op andere locaties die tot het Bellovaakse gebied behoorden, aanwijzingen gevonden van een redelijk grote Keltische nederzetting in Vendeuil-Caply. Deze site is midden jaren 50 opgegraven, en naast duidelijke Keltische sporen, zijn ook Neolithische en Gallo-Romeinse overblijfselen teruggevonden. De Gallo-Romeinse invloed is duidelijk te merken aan de twee theaters, de thermen en de tempels. De oppidum was tijdens de Keltische periode ca. 60 ha. groot.

## Organisatie van de maatschappij
De overvloed aan moerassen zorgde voor een uitstekende vruchtbaarheid van de grond. De Bellovaci konden dus ook vrij gemakkelijk onafhankelijk instaan voor hun levensonderhoud en de voeding van de grote groepen krijgers. De grond verschafte grote opbrengsten landbouwgewassen en fruit, en voldoende begrazing voor een immense veestapel.

## Muntwezen
Het ontstaan van het autonome muntwezen begon pas echt in 121 v.Chr. Gallië kreeg toen te kampen met een grote verbrokkeling. Elke stam was overtuigd van zijn autonomie en wilde deze ook laten gelden ten aanzien van de buitenwereld. Maar niet elke stam had de middelen om zijn eigen muntwezen te onderhouden. De Bellovaci waren, samen met de Ambiani, een van die weinige stammen onder de Belgae die deze mogelijkheid wel hadden. Ze waren in staat hun goudmijnen te ontginnen en hun goud te verwerken in ateliers. Deze munten waren imitaties van Tarentijnse munten, met de afbeelding van Philippus II van Macedonië.
Gelijkaardige en dezelfde soorten van munten vinden we bij de meeste Belgische stammen terug, maar we mogen hieruit zeker niet afleiden dat de Belgae een monetaire eenheid hadden. Wel eerder selectieve monetaire banden, met bevriende stammen. Zo vinden we munten terug bij de Ambiani die toegeschreven worden aan de Bellovaci (hoewel de laatste jaren deze hypothese steeds meer onder vuur ligt). Het gaat om enkele gouden munten met een gewicht van gemiddeld zeven gram. Ook na de verovering van Gallië door Caesar werd de autonome muntproductie bij de Bellovaci en andere stammen voortgezet, hoewel de waarde van het geld flink daalde. Caesar liet het maken van munten toe om hen een gevoel van een zekere autonomie niet te ontnemen.

## De strijd tegen Caesar

### De eerste confrontatie (57 v.Chr.)
In 57 v.Chr. raakten de legioenen van Caesar een eerste maal slaags met een coalitie van de Belgae. Alle Belgische stammen (behalve de Remi) hadden zich verenigd tegen de expansieve doortocht van Caesar in Gallië. In De Bello Gallico wordt het aantal op 296.000 krijgers geschat, maar dat lijkt overdreven.
Caesar stak de Aisne over en bouwde zijn kamp waarschijnlijk op de plaats waar nu het dorp Berry-au-Bac gevestigd is. Van hieruit zou hij de coalitie, die zich verzameld had in het land van de Suessiones, proberen op te vangen. Daarnaast bedacht hij de volgende tactiek om de coalitie te breken: hij stuurde de Audui onder leiding van Diviciacus westwaarts de Oise over, in het land van de Bellovaci, die een groot aandeel hadden in het leger dat probeerde Caesars kamp aan te vallen. Toen de Bellovaci van de inval in hun territorium hoorden, verlieten ze meteen de coalitie en probeerden hun eigen families en bezittingen te redden, echter zonder succes, want ze werden al snel overmeesterd door Caesars legioenen, en de poorten van Bratuspantium stonden al open voor Caesars intocht.
Ook de andere Belgae slaagden niet in hun opzet. Caesar verleende de Bellovaci clementie na stevig aandringen van Diviciacus.

### De opstand onder Correus (51 v.Chr.)
Deze confrontatie werd uitvoering beschreven in Caesars  De Bello Gallico. Een jaar daarvoor hadden de Bellovaci al even deelgenomen aan de opstand in Alesia (52 v.Chr.), maar ze stuurden maar een kleine eenheid van 2000 man, en dat volledig tegen hun zin, omdat ze liever vochten in een door hen zelf samengestelde coalitie.
Deze coalitie kwam er dus een jaar later toen de Bellovaci onder leiding van hun hoofdman Correus en de Atrebaat Commius een sterke legermacht van verschillende bondgenoten bijeen hadden gebracht. Elk van de legermachten had een heuvel uitgekozen in het Forêt de Compiègne, waar de slag zou plaatsvinden. Er waren wel enkele schermutselingen, maar geen van beide partijen kon een overwinning in een echte slag afdwingen.
Toen Correus vernam dat Caesar extra troepen zou laten aanrukken, wilde hij een doemscenario voor de Bellovaci en bondgenoten vermijden en bedacht hij een andere strategie: hij zou zich terugtrekken in het bos en proberen Caesar zijn bevoorradingstroepen uit te schakelen met behulp van een hinderlaag. Correus dacht ongezien te verdwijnen door een grote rookwolk op te trekken tussen hem en de Romeinen. De Bellovaci en bondgenoten verdwenen, maar via enkele gijzelaars vernam Caesar toch het Bellovaakse plan en stuurde een groot escorte troepen mee met de bevoorrading. De Galliërs waren verrast door het grote aantal troepen en werden vrij snel verslagen.
Correus sneuvelde in het gevecht. De Bellovaci werd uiteindelijk clementie verleend door Caesar.

### De laatste opstand (46 v.Chr.)
De Bellovaci kwamen nogmaals in opstand in 46, maar werden neergeslagen door een van Caesars legaten, Decimus Brutus. Hierna lieten ze niet meer van zich horen en werden ze snel volledig geromaniseerd.
Gallia Cisalpina:
Anares · Beluni · Boii · Carni · Caturiges · Cenomani · Ceutrones · Insubres · Lepontii · Libici · Lingones · Nerusi · Salassi · Segusani · Suetri · Taurini · Vedianti

Gallia Transalpina:
Aedui · Albici · Allobroges · Ambarri · Ambiani · Andecavi · Arecomici · Atrebati · Aulerci Cenomani · Aulerci Diablintes · Aulerci Eburovices · Arverni · Baiocasses · Bellovaci · Bituriges Cubi · Bituriges Vivisci · Cadurci · Caleti · Carnutes · Catalauni · Caturiges · Cavares · Cenomani · Centrones · Cetrones · Commoni · Condrusi · Coriosolitae · Durocasses · Eciates · Eleuteti · Gabali · Garocelli · Geidumni · Grudii · Helvetii · Helvii · Lemovices · Leuci · Levaci · Lexovii · Lingones · Mandubii · Mediomatrici · Medulli · Menapii · Morini · Namnetes · Nantuates · Nerviërs · Nitiobriges · Osismii · Parisii · Petrocorii · Pictones · Pleumoxii · Redones · Remi · Ruteni · Salluviërs · Santones · Segni · Segovellauni · Segusiavi · Senones · Sequani · Silvanectes · Sordones · Suessiones · Tectosages · Tigurini ·  Tougener · Treveri · Tricasses · Tricastini · Turones ·  Veliocasses · Vellavi · Venelli · Veneti · Viducasses · Viromandui · Vocontii · Volcae Arecomici · Volcae Tectosages · Vivisci